# Mas Servosa
El Mas Servosa o Can Cervosa és una masia de Serinyà (Pla de l'Estany) inclosa a l'Inventari del Patrimoni Arquitectònic de Catalunya.

## Descripció
La construcció és una masia de planta rectangular, de dues plantes, amb vessant a dues aigües, que té una pallissa adossada a la cara oest, on també s'hi troba un contrafort amb una inscripció datant el carreu el 1843. Tanmateix, la part més antiga es troba a la façana nord i sud. A la façana sud és on hi ha els elements arquitectònics més interessants, que són un gran arc dovellat que dona accés a un porxat, i a sobre d'aquest, una finestra d'estil gòtic (restaurada) d'arc conopial amb motllura. A la part interior del porticat destaca la porta dovellada d'arc de mig punt, i també l'embigat, decorat amb cassetons estucats amb motius florals. El paller té dues plantes i s'aguanta per un pilar circular. A la façana est s'aprecien clarament les fases de reformes i ampliacions que s'hi han fet cap a la cara nord, on es veu la part més antiga de la masia, de carreus ben tallats de pedra calcària. A la façana oest hi ha una construcció afegida, amb el contrafort abans esmentat.

## Història
L'origen de la masia s'estima entre els segles XV i XVI i hi ha hagut diverses ampliacions, una de les quals podem datar el 1843 per la data gravada en un carreu.